# Alps Electric
Alps Electric Co., Ltd. (アルプス電気株式会社 Arupusu Denki Kabushiki-gaisha) (TYO: 6770
) er en japansk multinational elektronikproducent med hovedkvarter i Tokyo. De producerer elektroniske enheder, hvilket inkluderer switche, potentiometere, sensorer, encoders og touchpads.
Virksomheden blev etableret i 1948 som Kataoka Electric Co., Ltd. og skiftede navn til Alps Electric Co., Ltd. i 1964.